# Medal Wojny w Zatoce
Medal Wojny w Zatoce (ang. Gulf War Medal) – medal kampanii brytyjskich, ustanowiony w roku 1992 w celu nagradzania oficerów i personelu brytyjskich sił zbrojnych służących w Kuwejcie i Arabii Saudyjskiej podczas operacji Granby (o wyzwolenie Kuwejtu) w latach 1990–1991.

## Zasady nadawania
Za 30 dni służby na Bliskim Wschodzie lub Cyprze pomiędzy 2 sierpnia 1990 i 7 marca 1991 lub 7 dni służby pomiędzy 16 stycznia i 28 lutego 1991 roku.
Kwalifikowany był również personel wspomagający podczas inwazji irackiej na Kuwejt 2 sierpnia 1990 roku.

## Klamry medalu
- 2 Aug 1990

dla członków personelu wspomagającego, którzy byli w tym czasie w Kuwejcie
- 16 Jan-28 Feb 1991

za 7 dni nieprzerwanej służby podczas wojny, pomiędzy tymi datami
Nadano następującą liczbę medali dla:
Royal Navy
Medal: 2 409
Medal/2 August 1990: 0
Medal/16 January to 28 February 1991: 3 942
Razem: 6 351
Royal Marines
Medal: 130
Medal/2 August 1990: 0
Medal/16 January to 28 February 1991: 407
Razem: 537
Army
Medal: 4 093
Medal/2 August 1990: 46
Medal/16 January to 28 February 1991: 34 692
Razem: 38 831
Royal Air Force
Medal: 5 673
Medal/2 August 1990: 20
Medal/16 January to 28 February 1991: 8 275
Razem: 13 968
W sumie wydano
Medali: 12 305
Medali/2 August 1990: 66
Medali/16 January to 28 February 1991: 47 316
Ogółem: 59 687
Około 1500 cywilów, w tym pracownicy British Aerospace zatrudnieni w Dharan, otrzymało ten medal z klamrą 16th Jan to 28th Feb.

## Opis medalu
Medal okrągły o średnicy 36 mm ze stopu niklu i miedzi, z obrotowym uchwytem.
Awers: Królowa Elżbieta II w koronie z inskrypcją ELIZABETH II DEI GRATIA REGINA FID. DEF.
Rewers: trzy skrzyżowane emblematy wojsk: kotwica, orzeł i karabin maszynowy oraz inskrypcja THE GULF MEDAL na górze i 1990–91 pod spodem